# Suchtelenia eriophora
Suchtelenia eriophora är en strävbladig växtart som beskrevs av Joseph Friedrich Nicolaus Bornmüller. Suchtelenia eriophora ingår i släktet Suchtelenia och familjen strävbladiga växter. Inga underarter finns listade i Catalogue of Life.